# Rútul
El Rútul (myxʼabišdy čʼel; en rus рутульский язык, o мухадский язык) és una llengua parlada pels rútuls (o mjukhadar), un dels grups etnolingüístics que han habitat històricament als districtes Rútul i Akhti, situats al Caucas, al sud de la República del Daguestan de la Federació Russa, i al nord de l'Azerbaidjan, on també hi ha un nombre molt petit de parlants.

## Classificació lingüísitica
El rútul pertany al subgrup de les llengües lesguianes o llengües daguestaneses sud-orientals, que al seu torn són un grup lingüístic de la família de les llengües caucàsiques del nord-est.

## Parlants
Segons el cens de 1989 hi havia 20.672 rútuls, dels quals molts estaven familiaritzats amb el lesguià i l'azerí. Dels 14.955 rútuls censats a la República del Daguestan el 62% parlen rus amb fluïdesa. El rútul el parlen a disset localitats, entre les quals Rutul, Shinaz, Ikhrek, Myukhrek, Luchek, Amsar i Borch, a la regió de Rutul i a la localitat de Khnov en Akhty, a la República del Daguestan a la Federació Russa, i a les localitats veïnes de kakh (Qax) i Sheki (Saki) a l'Azerbaidjan. Es tracta d'una llengua amenaçada.

## Dialectes
El rútul té tres blocs dialectals principals: el mukhad (base de la llengua estàndard), el mukhrek-ikhrek i el bortx. La llengua més semblant al rútul és el tsakhur. A més, ell rútul l'han influït diverses llengües fruit del contacte lingüístic: el lesguià i l'àzeri primer, i el rus durant l'etapa soviètica.

## Història i situació actual

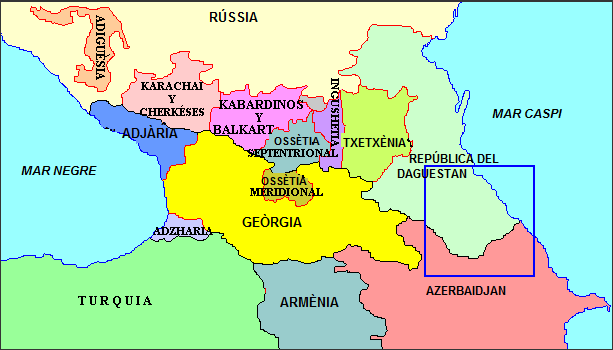
Zona d'influència de l'idioma "rútul" al Caucas

La difusió del codi escrit rútul està relacionada amb la penetració de l'islam al territori: les primeres inscripcions conegudes són epitafis i inscripcions de construcció, fetes en àrab en un guió kufic, datat dels segles X a XII. Els rútuls feren servir l'escriptura àrab fins als anys trenta. El rútul no s'ha escrit durant tot el període soviètic, pel fet que amb aquest propòsit s'empraven l'àzeri, el rus i el lesguià.
Actualment, el rútul està en perill d'extinció i està qualificada com a "definitivament amenaçada" dins del Llibre Roig de Llengües Amenaçades de la UNESCO.
El poble rútul, al llarg de la seva història, ha tingut vincles socials i polítics amb el poble lesguià, i entre els segles XVII i XIX els rútuls havien estat una comunitat lliure dependent del Lesguistan. Encara avui, a diversos pobles rútuls hi ha comunitats de parlants de lesguià. La llengua és el tret principal que diferencia el poble rútul de la resta de pobles de l'entorn. L'idioma rútul té un estàndard escrit propi des de l'any 1992. Abans, els seus parlants sempre havien fet servir el lesguià com a llengua escrita, d'intercomunicació amb els pobles de l'entorn i per a l'ensenyament. Al Daguestan, el rútul és objecte d'ensenyament en algunes escoles del territori on es parla; a l'Azerbaidjan, en canvi, tot i el reconeixement legal, no s'ensenya als centres escolars.
El rútul presenta problemes que en dificulten la supervivència i transmissió intergeneracional perquè el rus (al Daguestan) i l'àzeri (a l'Azerbaidjan) s'han convertit en les llengües d'intercomprensió entre els diversos pobles que viuen al territori. L'expansió cultural històrica del lesguià suposa una altra competència per a la llengua rútul. Altres problemes greus són l'emigració per motius econòmics dels parlants a zones on es parla lesguià, rus o àzeri, i el bilingüisme de la majoria dels rútuls pel fet de pertànyer a la Federació Russa o a l'Azerbaidjan, cosa que provoca la substitució del lèxic propi pel del rus o l'àzeri.